# Historia de Tenabo

## Época Prehispánica

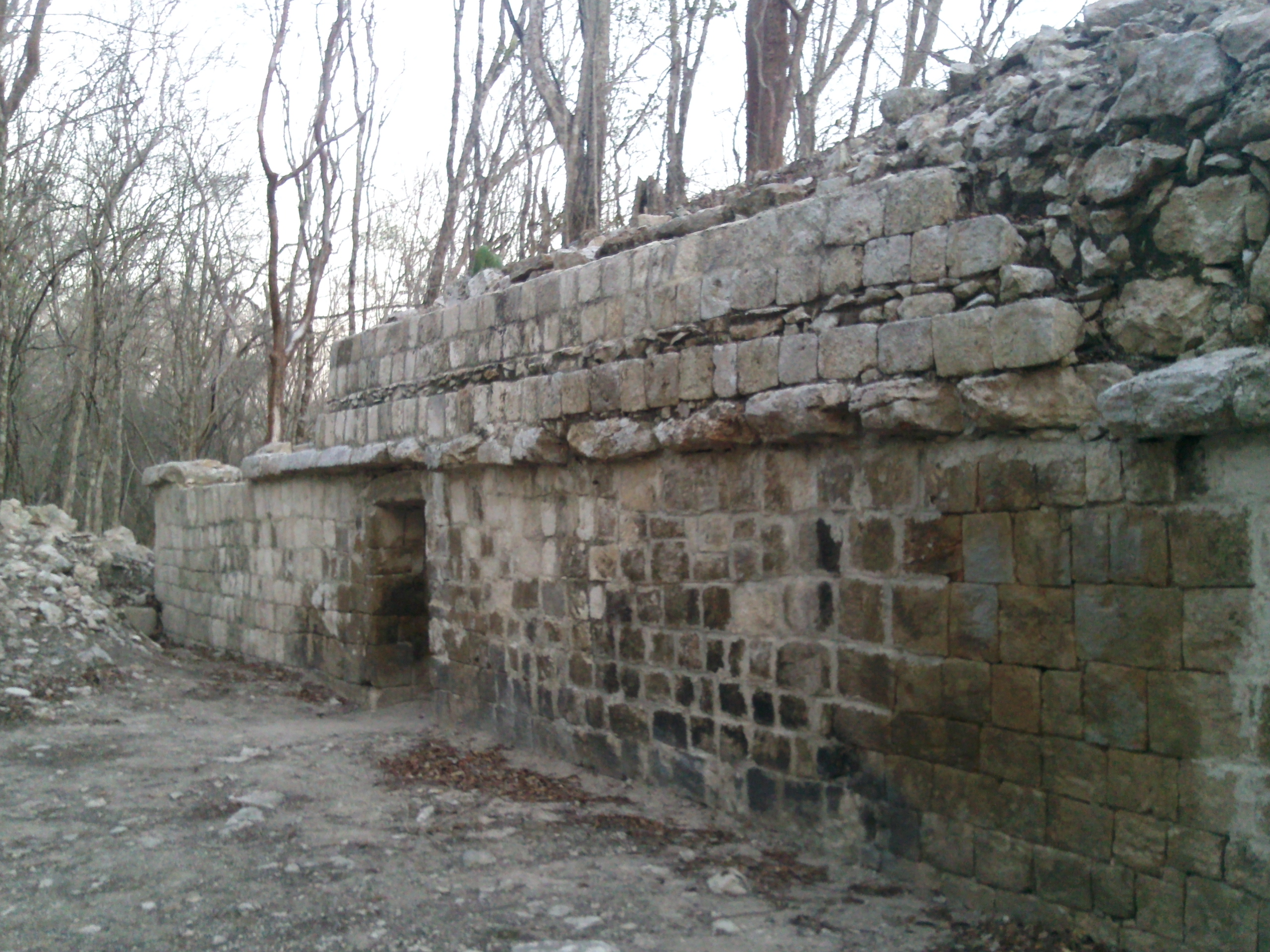
Ruinas de Kankí

Las primeras evidencias de la historia de Tenabo se inician con la civilización Maya con el poblamiento de Kankí  que datan de finales del periodo conocido como clásico Temprano, es decir entre los años 500 y 600 de nuestra era, su máximo esplendor ocurrió entre los años 600-650, y los últimos registros de este asentamiento han sido fechados para el Clásico Terminal,  entre los años 800 y 1000 en que fue abandonada sin que se supiera la razón como muchas de las ciudades mayas
Posterior al Colapso maya  y al abandono de las ciudades de la región central de la Península de Yucatán, vino el segundo poblamiento de la misma con la llegada de los Itzaes desde el Petén Guatemalteco a través de la costa oriental de la península, desde donde penetraron tierra adentro para conquistar Chichén en el año 918, hacia el año 1000 la renombrada Chichén Itzá formó una alianza con los Cocomes de Mayapán y los Xiu de Uxmal; conocida con el nombre de Liga de Mayapán. En 1194 Hunac Ceel, líder de los cocomes rompe la confederación e inician las hostilidades entre ellas, partir del año 1200, el señor de los cocomes trae de Tabasco y Xicalango guerreros mexicas para hacer la guerra  poco después de la llegada de estos guerreros los Canul, sobrevino el choque armado entre los Cocomes y los Tutul xiúes. Aún con la ayuda de los Canul, el destino de Mayapán tuvo un dramático fin al ser destruida por las huestes de Ah Xupan Xiu, gran señor de Uxmal,

División de las jurisdicciones mayas en el siglo XVI según Ralph Roys.

Tras la destrucción de Mayapán (1441-1461), en la península de Yucatán, se crearon grandes rivalidades entre los mayas, y se formaron señoríos con jurisdicciones independientes, Los Canul que de acuerdo al Códice de Calkiní, procedían del Petén en Guatemala formaron el señorío de los Ah Canul con capital en Calkiní, repartiéndose entre seis hermanos la zona, organizándose en Batabiliados, se dice que el batab principal que fue Nah Un Canul el cual funda Tah-Naab en 1450, luego de lo cual se inicia la decadencia de la zona.

## La conquista
El inicio de la conquista de Tenabo se dio con el paso en 1530 de Francisco de Montejo "el adelantado" desde el sitio recién fundando de Salamanca de Campeche hacia T'Hó (actual ciudad de Mérida), en 1540 Francisco de Montejo "el adelantado" deja a su hijo Francisco de Montejo y León "el Mozo" la conquista de la Península de Yucatán, fundando en ese año la ciudad de San Francisco de Campeche, con territorio jurisdiccional de Champotón, Campeche y Ah Canul, ofreciendo los batabilatos del cacicazgo Ah Canul férrea oposición, Francisco de Montejo, el sobrino, unido con nativos de provincias aliadas y con una compañía de 40 hombres forzó la sumisión de los Ah Canul quienes intentaron desesperadamente detener el avance de los españoles, asesinando al cacique de Tenabo Na
Pot Canché Canul. Después de la confrontación, Francisco de Montejo (el sobrino) tomó la vanguardia de las fuerzas españolas y fue avanzando a través de Tenabo a la conquista del resto del cacicazgo y Yucatán, culminada por su hijo al derrotar a los mayas y fundar en 1542 la ciudad de Mérida) sobre las ruinas de la ciudad maya de T'Hó. En junio de ese mismo año de 1542 Francisco de Montejo decide cambiar los poderes de su gobierno, de la villa de Santa María de la Victoria a la recién fundada Mérida.
Las órdenes de Francisco de Montejo (el sobrino) incluían entre otras convocar alianzas con los Canules y los Tutul Xiúes, e ir penetrando en la península, fundando villas y repartiendo las tierras en encomiendas, con la repartición de los pueblos que se encontraban entre San Francisco de Campeche y Mérida pertenecientes a la provincia de Yucatán y a las audiencias de México y Guatemala se le otorga en 1549 al español Juan García de Llanes el pueblo de Tah-Nab en encomienda, el cual la castellanizó con el nombre de Tenabo, dando origen a la Encomienda de Tenabo, conservando a sus gobernantes indígenas, en el año de 1564 el alcalde mayor de Mérida Diego de Quijada permite a Francisco Canul cacique de Tenabo conformar un cabildo con dos alcaldes y cuatro regidores al mismo tiempo que se daba el proceso de evangelización de la región, en 1588 Fray Alonso Ponce visitó la población,  lo que dio pie al enfrentamiento entre los rebeldes indígenas de Kankí con los pobladores de Tenabo.
Francisco de Montejo y León "el Mozo" siguiendo las instrucciones de su padre, comenzó la tercera y definitiva campaña de la conquista de Yucatán partiendo de Santa María de la Victoria, capital de la provincia de Tabasco, ubicada en las inmediaciones de Potonchán y Xicalango, hacia Chakán Putum, donde después de entrevistarse con los caciques locales, avanzó hacia Can Pech y estando ahí mandó llamar a los caciques de una vasta región: de Can Pech, Tutul Xiu, Ah Canul, Ceh Pech y Ah Kin Chel. Algunos caciques que habían sido leales a los españoles en la segunda campaña, reiteraron su obediencia; en 1589 el cacique de Tenabo Jorge Canul dio su obediencia a Montejo, ayudando al ejército invasor en su ruta al interior , auxiliando a los españoles que marchaban a repeler a los corsarios ingleses o franceses e inclusive convenciendo a los batabes de la obediencia a España, por lo que fue nombrado Cacique-Gobernador de Tenabo

## Época Colonial

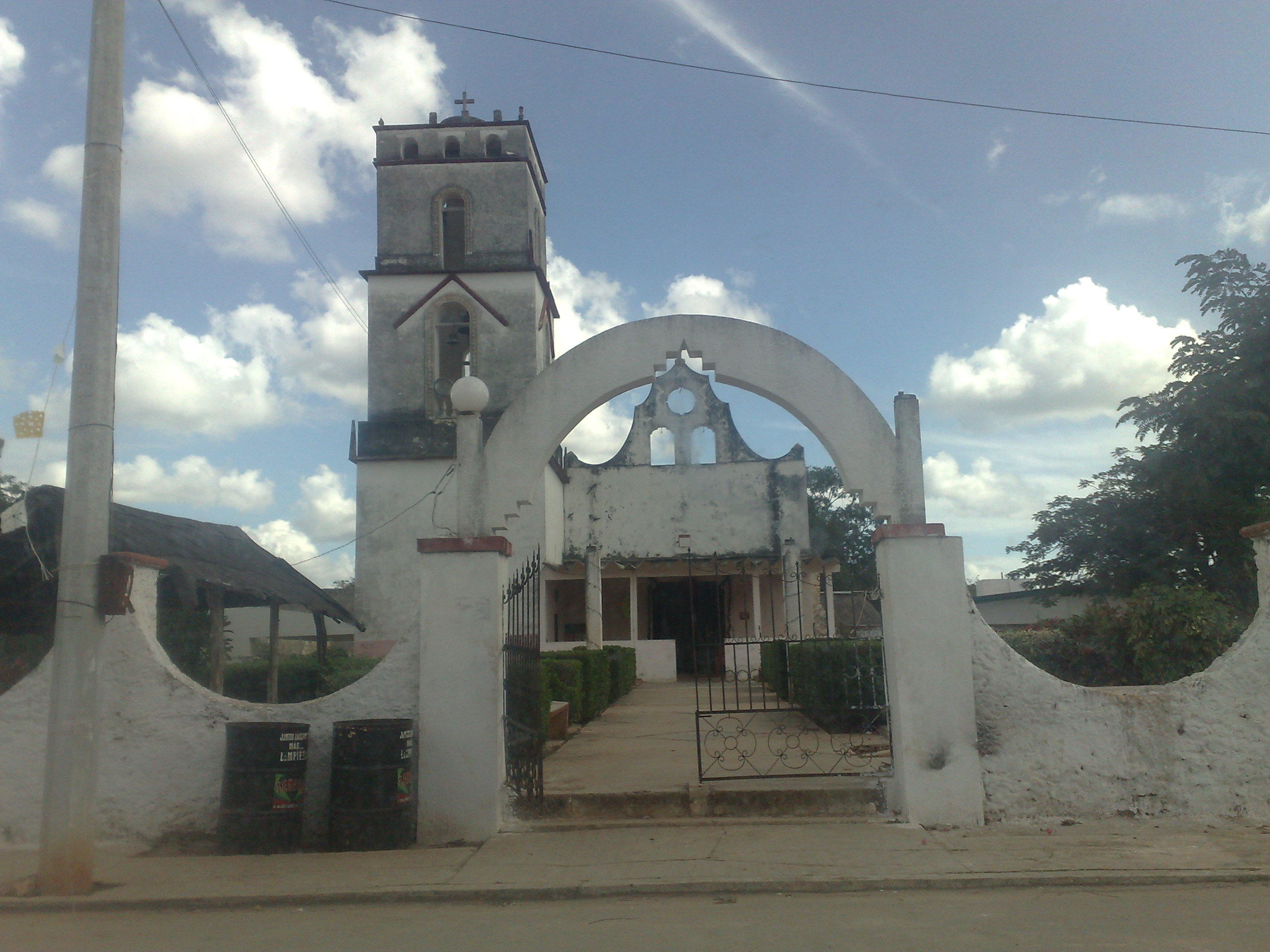
Templo San Miguel Arcángel en Tinun.

El periodo colonial de Tenabo, se inicia con el otorgamiento en 1549 del Pueblo de Tah-Nab en  encomienda de Tenabo, la cual perteneció en un principio a la Audiencia de Guatemala dando la encomienda a Juan Gracia de Llanes y a partir de 1561 a la Capitanía General de Yucatán, cuya capital fue la ciudad de Mérida. Es durante este momento que desarrolla la persecución religiosa mediante los autos de fe y la extirpación de idolatrías conocida como Inquisición, ya que en 1574 se inició una extensa campaña e investigación de idolatría en Tenabo A principios del siglo XVI se funda en Tinun el templo de San Miguel Arcángel, y en 1594 la Iglesia de la Asunción en Tenabo, en 1607 la encomienda de Tenabo con 320 indios pasa a manos de Baltazar Pachecho Dorantes, en 1607 se funda la Hacienda de Chilib para el año de 1632 se encontraba la encomienda en manos de Don Iñigo Figueroa,  en 1786 al término de la encomienda  el Pueblo de Tenabo, pasa a formar parte de la Municipalidad de Hecelchakán y en 1790 pasa a la jurisdicción del Partido del Camino Real Alto.

## La Independencia
Después de la independencia, y a finales del siglo 1858, constituía una municipalidad del partido de Hecelchakán; entonces Tenabo contaba con 1 410 vecinos, y la municipalidad con 2 215.

## Guerra de Castas
En julio de 1847, se inicia la Guerra de Castas en Yucatán, como consecuencia de la insurrección de los indígenas ante los abusos cometidos contra ellos, Los rebeldes mayas, en 1848 después de haber arrasado el oriente y el sur de la península de Yucatán, y una vez evacuada la ciudad de Mérida luego de ser cercada, marcharon hacia el distrito de Campeche, por el partido de Los Chenes. Ante esta ofensiva esto, el comandante militar de la plaza de Campeche, José Cadenas, comenzó a reclutar hombres en Tenabo y Tinún para defender las poblaciones del distrito, y organizó una fuerza bajo el mando de Pantaleón Barrera, el Pueblo de Tenabo, como parte del Partido de Hecelchakán formó la sexta división del ejército Campechano, con un destacamento en Tenabo al mando del Coronel Carlos Miranda Vera, el cual había participado en la recuperación de Bolonchén.
El ejército Campechano al mando de pantaleón Barrera, luchó en cruentas batallas en el Partido de los Chenes, donde desalojó a los indígenas de poblaciones como Hopelchén, Iturbide y Bolonchén, debido a las necesidades de reforzar las poblaciones del Partido de Hecelchakán, las fuerzas de León se dividieron, tomando ambas el camino a Hecelchakán. Pero en Tinún, las tropas al mando de Pantaleón Barrera se insubordinaron y se desintegraron, pasando a formar parte de la sexta división, que tenían su cuartel general en Hecelchakán y se habían mantenido al margen del movimiento.

## Formación del Estado de Campeche, escisión del estado de Yucatán
Una vez terminada la Guerra de Castas, la rivalidad entre las ciudades de Campeche y Mérida se vieron agravadas, no fue si no hasta las elecciones estatales de 1857 donde triunfa el Campechano Pantaleón Barrera, mientras que la diputación local fue para Pablo García, el cual desconoce el gobierno de Barrera y junto con Pedro Baranda inician las hostilidades el 6 de agosto de 1857 con la toma de los baluartes de la Soledad y Santiago, el gobernador Barrera envía tropas para recuperar los sitios, avanzando hacia Campeche estableciéndose el 22 de septiembre de 1857 en Tenabo, para luego continuar con el sitio de la ciudad de Campeche, hostilidades que finalizaron hasta el 11 de mayo de 1858 cuando se firmaron los acuerdos para la separación del distrito de Campeche de Yucatán

## Las Grandes Haciendas
En el año de 1859 le fueron concedidadas por el gobernador del Estado a Alonso de Tenorio las tierras de la finca de Boholá para una estancia ganadera., adjudicándose en esa misma época las haciendas de Nache-há, Xkumcheil a Manuel R. Marín y Chilib a Don Pedro Ramos, En 1867 se erige en Parroquia la Iglesia de Nuestra Señora de la Asunción en Tenabo para 1880 algunas haciendas de municipio de Tenabo impulsaron el cultivo masivo del Henequén

## El Imperio deMaximiliano de Habsburgo
Durante la época imperial, el municipio de Tenabo forma parte del Departamento de Campeche, el 10 de diciembre de 1865, la Emperatriz Carlota en su viaje de Mérida a Campeche es recibida en Tenabo por una comisión de Campechanos formada por Nicolás Dorantes Ávila, Pedro Duque de Estrada, Juan Méndez y Antonio Lanz Pimentel, en ese día la emperatriz duerme en una casona del pueblo para al otro día continuar su viaje

## El ferrocarril
En septiembre de 1880 se iniciaron los trámites entre el Gobierno del Estado de Campeche y la Secretaría de Fomento para la construcción del ferrocarril que uniría a la ciudad de Campeche y Calkiní, a mediados de 1882 se programó el primer riel en Tenabo, donde empezó a construirse la línea hacia Calkiní, a fines de 1883 ya funcionaba una parte de la vía permitido el tráfico provisional entre Tenabo y Pomuch, en un servicio por tracción animal, para 1898 se inicia formalmente el tráfico entre las ciudades de Mérida y Campeche con la compañía de los Ferrocarriles Unidos de Yucatán, y en el kilómetro 133 la Estación de Tenabo.

## El Porfiriato
En Tenabo, como todo el país, los primeros años del nuevo siglo se caracterizaron por la dominación política y económica de un pequeño grupo que ejerció el poder local, creando condiciones en la que el descontento llevó a brotes de rebeldía en algunas haciendas y fincas rurales de Tenabo, A principios de junio de 1904 ocurrió un choque sangriento entre trabajadores huastecos de la finca Chilib ya que al concluir sus contratos no los quisieron liquidar y ellos, negándose a proseguir en esas condiciones, salieron rumbo a la capital del estado. El mayordomo armó a otros sirvientes para ir a detenerlos y, al encontrarse en el camino de Esperanza a Nachehá, se trabó una lucha, con el resultado de varios heridos y el castigo de los trabajadores. Para 1910 se concedió el triunfo electoral de Porfirio Díaz por lo que en Tenabo tuvo lugar un motín para denunciar la ilegalidad de las elecciones.

## La Revolución
Con el inicio del siglo XX, la vida social de México se estremecía con las inconformidades de la época,  este descontento se ve reflejado en la conformación del 15 de junio de 1909 del Club Democrático, presidido por el Coronel Carlos Miranda Vera y los señores Manuel Muñoz Barahona, Manuel Barahora, Manuel María Quero y Ricardo Marentes, en apoyo a Castillo Brito que era delegado del partido Maderista, por lo que fueron enjuiciados y encarcelados por estar en contra de la Guardia Nacional y de Porfirio Díaz,
el 7 de agosto de 1910 el gobernador del Estado envía tropas a sofocar un motín que por motivos de la elección fraudulenta de Porfirio Díaz electorales se suscitó en el Pueblo de Tenabo., mismo que fue sofocado por el Tenabeño Ricardo Marentes

## La Creación del Municipio de Tenabo
En 1902 Tenabo ya era considerado como una municipalidad perteneciente al Partido de Hecelchakán. La Constitución local de 1917 que fue la segunda del estado, contempló ocho municipios, entre los cuales se creaba el municipio de Tenabo que se separaba de Hecelchakán. En el año 1922 los hermanos José Antonio y Fernando Palomeque Pérez de Hermida, compraron unas hectáreas de tierra en la población de Tenabo, Campeche, donde se fundó la Hacienda Orizaba, esta hacienda funcionaba principalmente con toros de lídia, los cuales eran rejoneados en la plaza de Mérida en Yucatán.

## Los Primeros pasos de la Reforma Agraria
Para 1930 el municipio de Tenabo contaba con 3,319 habitantes, en ese año se inicia  Reforma Agraria, que tenía como objetivo dotar de tierras a las comunidades, las cuales eran tomadas de las haciendas circundantes, esto significaría el fin de las haciendas y la aparición del Ejido, en 1935 se crean con 5,876 has y 723 has los Ejidos Tenabo y Tinun que sería segregados de la Hacienda Xkuncheil

## El cardenismo en Tenabo
En 1937 como parte de los logros del cardenismo, la educación pública es parte de la vida cotidiana, sin que existieran derechos para las mujeres, en abril de ese año los maestros fueron expulsados por el presidente municipal Luciano Muñoz, por el apoyo que le daban a Matilde Cen, miembro del Frente único pro-derechos de la mujer, la cual fue desnudada y paseada por las calles del pueblo por su defensa hacia sus derechos

## Tenabo Contemporáneo
En 1957 la ley orgánica de la administración interior del estado de Campeche, prolonga los límites territoriales del municipio de Tenabo hacia la costa del Golfo de México